# 1971 en Saskatchewan
Chronologie de la Saskatchewan
- 1967
- 1968
- 1969
- 1970
- 1971
- 1972
- 1973
- 1974
- 1975

Cette page concerne des événements d'actualité qui se sont produits durant l'année 1971 dans la province canadienne de la Saskatchewan.

## Politique
- Premier ministre : Ross Thatcher puis Allan Blakeney
- Chef de l'Opposition :
- Lieutenant-gouverneur : Stephen Worobetz
- Législature :

## Événements
- 23 juin : élection générale saskatchewanaise.

## Naissances

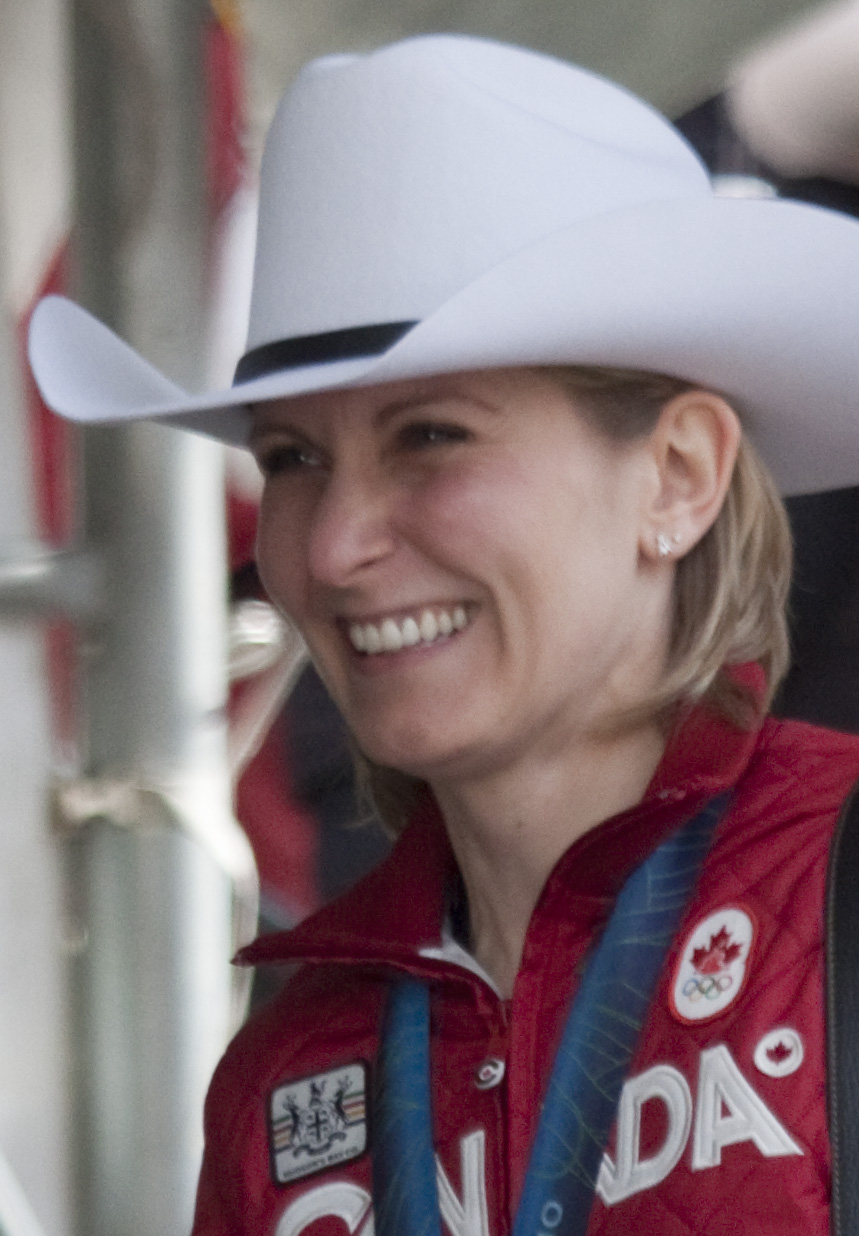
Cori Bartel

- 30 mars : Jamie Heward (né à Regina) est un joueur de hockey sur glace professionnel qui évolue au poste de défenseur.

- 21 juin : Cori Bartel (née à Humboldt) est une curleuse canadienne.

- 29 juin : Mike Sillinger, né à Regina, est un joueur professionnel retraité de hockey sur glace.

- 12 octobre : Atina Johnston, née Atina Ford  à Regina, est une joueuse canadienne de curling notamment championne olympique en 1998.

- 31 octobre : Melvin Angelstad (né à Saskatoon) est un ancien joueur professionnel de hockey sur glace canadien[1].

- 29 novembre : Scott E. Scissons (né à Saskatoon) est un joueur de hockey sur glace canadien[2].

## Décès
- 22 juillet : Ross Thatcher, premier ministre de la Saskatchewan.